# Uber Entertainment
Uber Entertainment è un'azienda statunitense con sede a Kirkland, Washington. La compagnia comprende veterani dell'industria dei videogioco, come alcuni sviluppatori di Total Annihilation, Supreme Commander, Command and Conquer, e Demigod. Nel 2010, Uber Entertainment pubblicò il suo primo titolo, Monday Night Combat, che fu ben accolto dalle critiche.
A Settembre 2012, la compagnia ebbe successo in una raccolta fondi su Kickstarter per il loro titolo strategico in tempo reale, Planetary Annihilation. La raccolta fondi produsse circa 2.2 milioni di dollari. La data di pubblicazione originale era prevista nel 2013, ma fu posticipata, perché gli sviluppatori si aspettano che il gioco sia completo entro il 2014.

## Games
| Titolo                         | Anno | Piattaforma/e                              | Note                                 |
| ------------------------------ | ---- | ------------------------------------------ | ------------------------------------ |
| Monday Night Combat            | 2010 | Microsoft Windows, Xbox 360                |                                      |
| Super Monday Night Combat      | 2012 | Microsoft Windows                          |                                      |
| Outland Games                  | 2013 | iOS                                        |                                      |
| Toy Rush                       | 2013 | iOS                                        | In collaborazione con Tilting Point  |
| Planetary Annihilation         | 2014 | Microsoft Windows, macOS, Linux            |                                      |
| Planetary Annihilation: Titans | 2015 | Microsoft Windows, macOS, Linux            | espansione di Planetary Annihilation |
| Wayward Sky                    | 2016 | PlayStation 4                              | Per PlayStation VR                   |
| Dino Frontier                  | 2017 | PlayStation 4                              | Per PlayStation VR                   |
| Kerbal Space Program 2         | 2021 | Microsoft Windows, PlayStation 4, Xbox One |                                      |